# São Francisco de Assis
São Francisco de Assis este un oraș în Rio Grande do Sul (RS), Brazilia.